# Jagdpanzer V Jagdpanther
Lo Jagdpanzer V Jagdpanther (tedesco: "pantera cacciatrice") fu un cacciacarri usato dall'esercito tedesco e, in minor misura, dalle Waffen-SS durante la seconda guerra mondiale. Nel dopoguerra fu utilizzato dall'esercito francese in alcuni suoi reparti corazzati.

## Storia e produzione
Il progetto per la nascita di un cacciacarri pesante fu approvato dall'Heereswaffenamt (l'ufficio degli armamenti per l'esercito) il 3 agosto 1942; esso avrebbe dovuto combinare il nuovo cannone Pak da 8,8 cm allo scafo del carro Panther, all'epoca ancora sotto sviluppo. Il compito della progettazione fu affidato alla Krupp, che espose le caratteristiche tecniche nel nuovo veicolo all'inizio del 1943. Tuttavia, il 15 ottobre 1942, il Reichsminister für Rüstung und Kriegsproduktion Albert Speer decise che il compito della produzione del cacciacarri sarebbe spettata alla Daimler-Benz, il cui inizio era deciso per il luglio 1943. Un ulteriore avvicendamento della fabbrica costruttrice si verificò il 24 maggio, quando per motivi di spazio si decise di trasferire il ruolo di costruttore alla fabbrica Mühlenbau-Industrie A.G. di Braunschweig. In ottobre il primo prototipo (numero di scafo V 101) fu pronto, seguito nel mese successivo da un secondo prototipo, con numero di scafo V 102. Il 29 dello stesso mese il nuovo cacciacarri fu ribattezzato per ordine di Adolf Hitler in Jagdpanther.
A gennaio del 1944 i primi cinque Jagdpanther di serie uscirono dagli impianti della MIAG. Per giugno, solo 46 Jagdpanther dei 160 previsti lasciarono le fabbriche, a causa dei bombardamenti Alleati e dei miglioramenti che via via si applicavano ai vari modelli prodotti. Preoccupati dai bassi ritmi di produzione, l'Heereswaffenamt e l'Oberkommando des Heeres decisero di ampliare la produzione dei cacciacarri con altre due aziende, la Maschinenfabrik Niedersachsen-Hannover, che già produceva i carri Panther dal 1943, e la Maschinenbau und Bahnbedarf, che fino ad allora non aveva ancora prodotto nessun veicolo da combattimento. Grazie alle due aziende supplementari, tra il novembre ed il dicembre 1944, altri 122 Jagdpanther uscirono dalle catene di montaggio. Malgrado ciò, a causa dei bombardamenti Alleati delle fabbriche, della deficienza di energia e di trasporti, nei mesi di febbraio, marzo ed aprile il ritmo della produzione scese notevolmente, sino a cessare del tutto in maggio a seguito all'occupazione delle fabbriche da parte delle forze militari Alleate. In totale, nel corso del secondo conflitto mondiale, 419 cacciacarri Jagdpanther furono fabbricati dalle tre imprese di costruzione.

## Descrizione tecnica

### Scafo

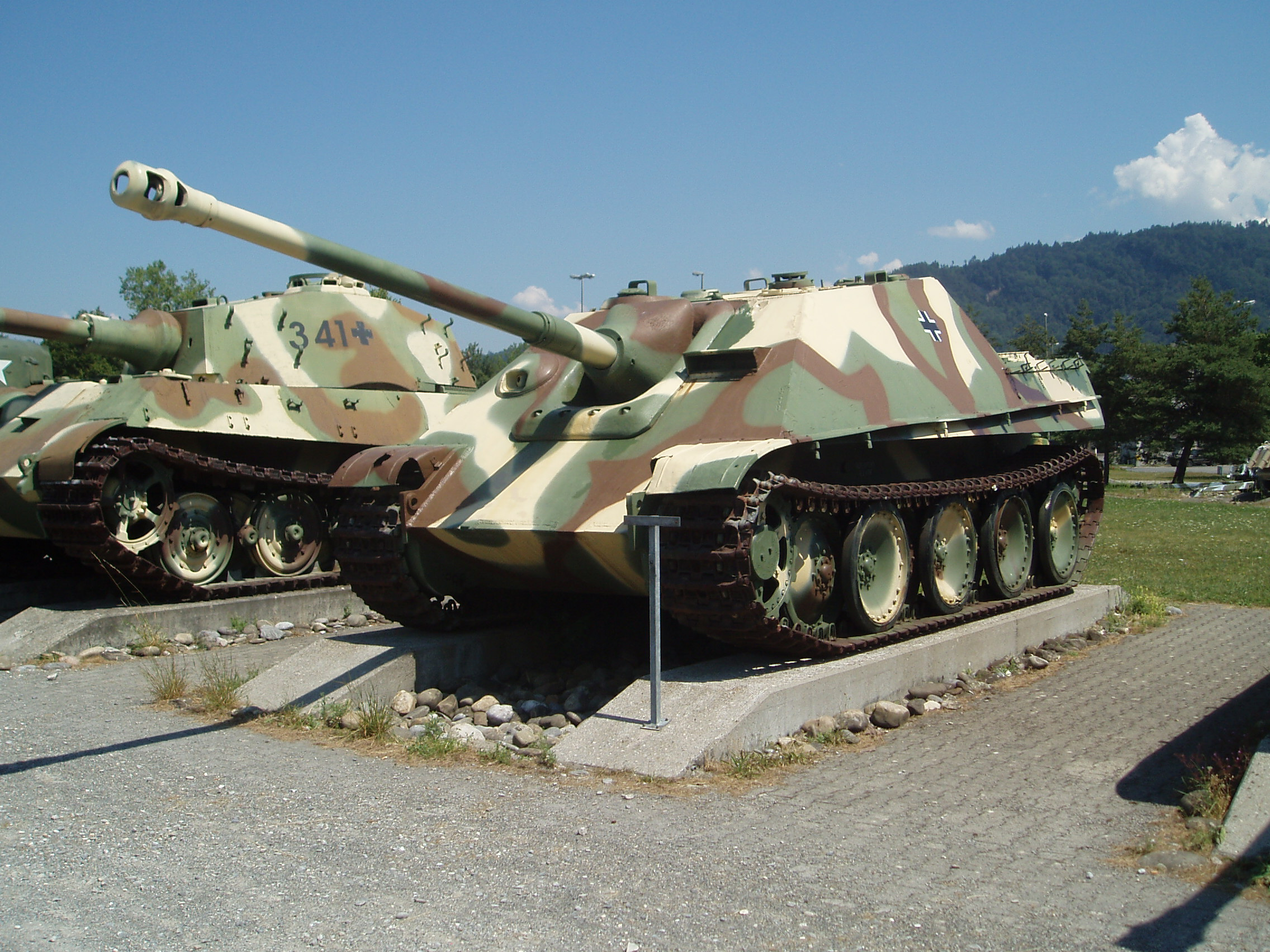
Jagdpanther esposto al museo dei blindati di Thun, Svizzera.

Si decise di utilizzare come base per il nuovo cacciacarri l'eccellente scafo del carro Panther Ausf. A, con sovrastruttura debitamente estesa sulla parte frontale e laterale. I 45.500 chili del veicolo erano mossi da un motore Maybach HL230 P30 da 12 cilindri a V capace di erogare 700 cavalli di potenza a 3000 giri al minuto. Alimentato da benzina e raffreddato ad acqua, il motore era capace di portare il mezzo ad una velocità di 55 km/h su strada e di 24 km/h su terreno misto. I 720 litri di combustibile davano  un'autonomia di 250 chilometri su strada e di 100 chilometri su terreno misto, con un consumo di 280 litri di benzina ogni 100 chilometri su strada. Come trasmissione, lo Jagdpanther adoperava inizialmente una Zahnradfabrik AK 7-200 con 7 marce avanti ed una indietro, sostituita negli ultimi modelli con la migliore ZF AK 7-400. Le sospensioni erano del tipo a barre di torsione, dotate di cingoli con larghezza di 660 mm ed una pressione specifica di 0,87 kg/cm2, il che ne assicurava un'ottima mobilità su terreno difficile.

### Armamento
Come armamento primario, il cacciacarri disponeva del potente cannone PaK 43/3 da 8,8 cm di calibro e 71 calibri di lunghezza (6,298 metri), simile al modello montato sul carro pesante Tiger II. Nei primi quattro mesi di produzione, il cannone era del tipo monoblocco (cioè realizzato in un solo pezzo); dal maggio 1944 si iniziò a montare la versione a due blocchi, di più semplice e rapida realizzazione. Con un rateo di fuoco di 6-10 colpi per minuto, il PaK aveva originariamente una riserva di 60 colpi (perforanti ed esplosivi), diminuiti a 58 alla fine del 1944 per una migliore sistemazione delle radio di bordo. Dotato di straordinarie capacità anticarro, il cannone poteva distruggere o mettere fuori combattimento qualunque mezzo alleato o sovietico a distanze superiori ai 2.000 metri frontalmente (a eccezione dei carri pesanti M26 Pershing e IS-2), con ottime probabilità di colpire il bersaglio al primo colpo alla distanza di un chilometro. Gli organi di mira era affidati all'ottica Sfl. ZF 5 da 2,4 ingrandimenti per il cannoniere ed al periscopio Sf. 14Z per il capocarro. La difesa del veicolo contro la fanteria nemica era assicurata da una mitragliatrice leggera MG 34 da 7,92 mm con 600 proiettili di scorta e montata alla destra del cannone su una blinda sferica. Dal giugno 1944 come difesa ravvicinata, un mortaio 9,2 cm NbK 39 venne montato e dotato di 30 granate d'esplosivo ad alto potenziale. Quattro mitra MP 40 con 768 cartucce da 9 mm servivano all'equipaggio per la propria difesa personale.

### Protezione
La corazza frontale della sovrastruttura raggiungeva lo spessore di 80 mm, con un'inclinazione di 35° rispetto all'asse orizzontale, il che ne dava uno spessore orizzontale di circa 140 mm equivalenti, rendendolo invulnerabile ad ogni proiettile anticarro alleato o sovietico al di sopra dei 400 m. La protezione ai fianchi e sul retro raggiungeva rispettivamente lo spessore di 50 mm con inclinazione di 60° (spessore verticale 57 mm) e 40 mm con inclinazione di 55° (spessore verticale di 48 mm); sia i lati che il retro erano vulnerabili alla maggior parte dei proiettili controcarro avversari alle normali distanze d'ingaggio. La protezione del cannone dipendeva dalla Saukopf ("testa di maiale"), una scudatura spessa 100 mm fusa ed arrotondata. Per rendere il veicolo meno esposto alle mine magnetiche, si decise di ricorrere alla pasta antimagnetica Zimmerit. Ciononostante, ci si accorse che questa non era dell'efficacia sperata e così, il 9 settembre 1944, si decise di eliminarla dai modelli di serie. Frequentemente venivano montate ai lati le Schürzen ("grembiuli"), dallo spessore di 5 mm e con lo scopo di far attivare i proiettili a carica cava anticipatamente, in modo che il getto incandescente non entrasse a contatto con la debole corazza inferiore dello scafo.
L'equipaggio era formato da cinque carristi: il pilota posizionato sulla sinistra del cannone, il mitragliere/radiotelegrafista alla sua destra, il cannoniere ed il servente dietro il pilota e per concludere sul retro del vano di combattimento il capocarro.

### Prestazioni del cannone
| Peso e velocità iniziale dei proiettili                                                        | Peso e velocità iniziale dei proiettili | Peso e velocità iniziale dei proiettili | Peso e velocità iniziale dei proiettili | Peso e velocità iniziale dei proiettili |
|                                                                                                | Panzergranate 39/43 APCBC               | Panzergranate 40/43 APCR                | Granate 39/43 Hohlladung HEAT           | Sprenggranate 43 HE                     |
| ---------------------------------------------------------------------------------------------- | --------------------------------------- | --------------------------------------- | --------------------------------------- | --------------------------------------- |
| Peso                                                                                           | 10,20 kg                                | 7,30 kg                                 | 7,65 kg                                 | 9,40 kg                                 |
| Velocità iniziale                                                                              | 1.000 m/s                               | 1.130 m/s                               | 600 m/s                                 | 750 m/s                                 |
| Capacità di penetrazione dei proiettili Piastra inclinata di 30° rispetto all'asse orizzontale |                                         |                                         |                                         |                                         |
| 100 metri                                                                                      | 202 mm                                  | 238 mm                                  | 90 mm                                   |                                         |
| 500 metri                                                                                      | 185 mm                                  | 217 mm                                  | 90 mm                                   |                                         |
| 1.000 metri                                                                                    | 165 mm                                  | 193 mm                                  | 90 mm                                   |                                         |
| 1.500 metri                                                                                    | 148 mm                                  | 171 mm                                  | 90 mm                                   |                                         |
| 2.000 metri                                                                                    | 132 mm                                  | 153 mm                                  | 90 mm                                   |                                         |

## Impiego operativo
I primi prototipi furono presentati ad Hitler nell'ottobre del 1943 e ribattezzati dallo stesso "Jagdpanther". Videro il battesimo del fuoco nel giugno 1944: in forza al 559º e 654º schwere Panzerjägerabteilung nel corso della battaglia di Normandia. Presero inoltre parte alla battaglia delle Ardenne ed alle ultime offensive tedesche sul fronte orientale. Nonostante il brandeggio limitato costituisse uno svantaggio nelle battaglie di movimento, lo Jagdpanther si rivelò un mezzo potente e ben protetto. Era in grado di distruggere i carri britannici e statunitensi anche a distanze superiori ai 2.000 metri, ma non fu mai impiegato in quantità sufficienti a costituire una seria minaccia. L'efficienza in battaglia era aumentata dal fatto che l'equipaggio disponeva di un buon sistema intercom e da un adeguato stivaggio delle munizioni. La produzione, che non raggiunse mai le 150 unità mensili richieste, si arrestò nel 1945 a seguito del bombardamento delle fabbriche MIAG e Brandenburg Eisenwerk Kirchmöser che lo costruivano.

### Struttura del distaccamento cacciacarri pesante

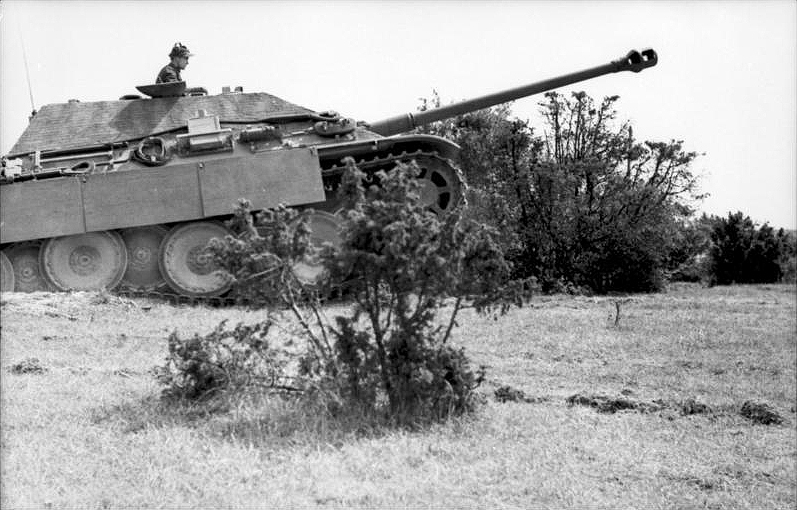
Francia, 1944: cacciacarri Jagdpanther in movimento. Da notare le Schürzen applicate ai lati dello scafo.

I cacciacarri Jagdpanther furono organizzati all'interno degli schwere Panzerjägerabteilungen, cioè distaccamenti cacciacarri pesanti indipendenti. Ogni distaccamento aveva la forza di un battaglione, con 45 mezzi. Ciononostante, alcuni veicoli prestarono servizio sia all'interno dei battaglioni delle Panzerdivisionen dell'esercito che delle Waffen-SS come sostituti ai carri armati.
- schwere Panzerjägerabteilung
  - Abteilungsstab
  - Stabskompanie
  - Versorgungskompanie
  - Werkstattzug
  - 3 schwere Panzerjägerkompanien
    - Kompanietrupp
    - 3 Züge

Ogni distaccamento comprendeva un comando di distaccamento (Abteilungsstab) con tre Jagdpanther comando, una compagnia comando (Stabskompanie), una rifornimenti (Versorgungskompanie), un plotone riparazioni (Werkstattzug) e tre compagnie cacciacarri pesanti (schwere Panzerjägerkompanien). Ogni compagnia di conseguenza era scissa in una squadra comando (Kompanietrupp, con due Jagdpanther) e tre plotoni (Züge) cacciacarri, ognuno su quattro Jagdpanther.

## Esemplari sopravvissuti

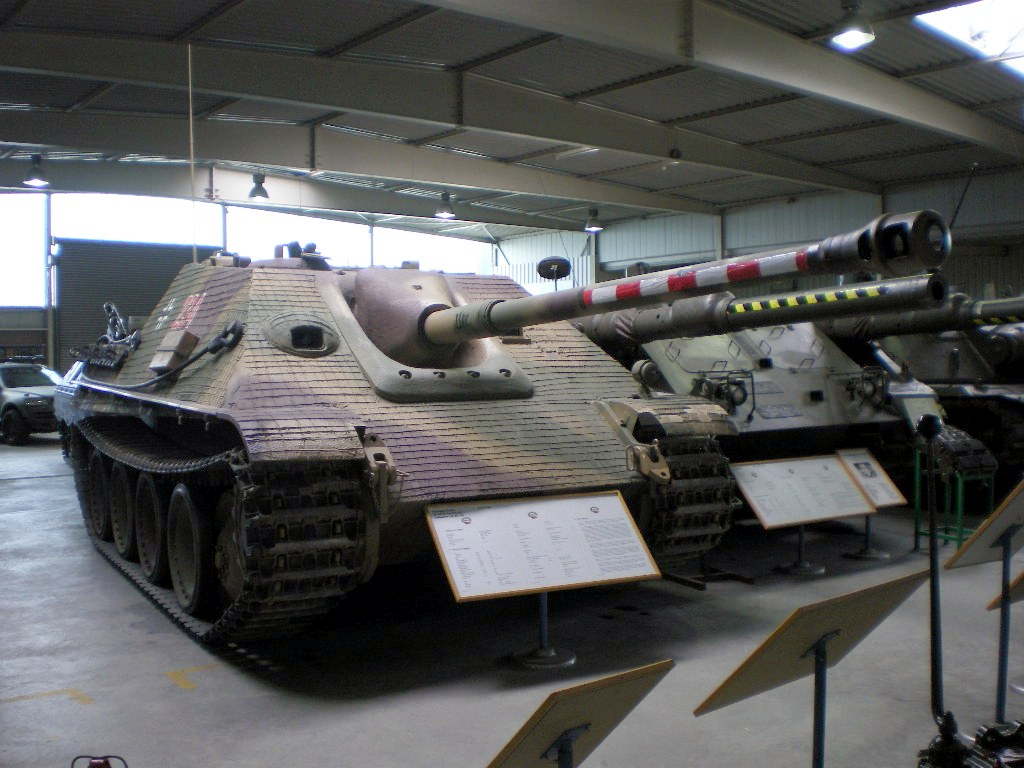
Jagdpanther esposto presso il museo di Coblenza.

- Musée des Blindés, Saumur ( Francia)
- Deutsches Panzermuseum Munster, Munster ( Germania)
- Wehrtechnische Studiensammlung in Koblenz, Coblenza ( Germania)
- Bovington Tank Museum, Bovington ( Regno Unito)
- Imperial War Museum, Londra ( Regno Unito)
- Bronetankovyj muzej v Kubinke, Kubinka ( Russia)
- United States Army Ordnance Museum, Aberdeen ( Stati Uniti)
- Panzermuseum Thun, Thun ( Svizzera)

## Bibliografia

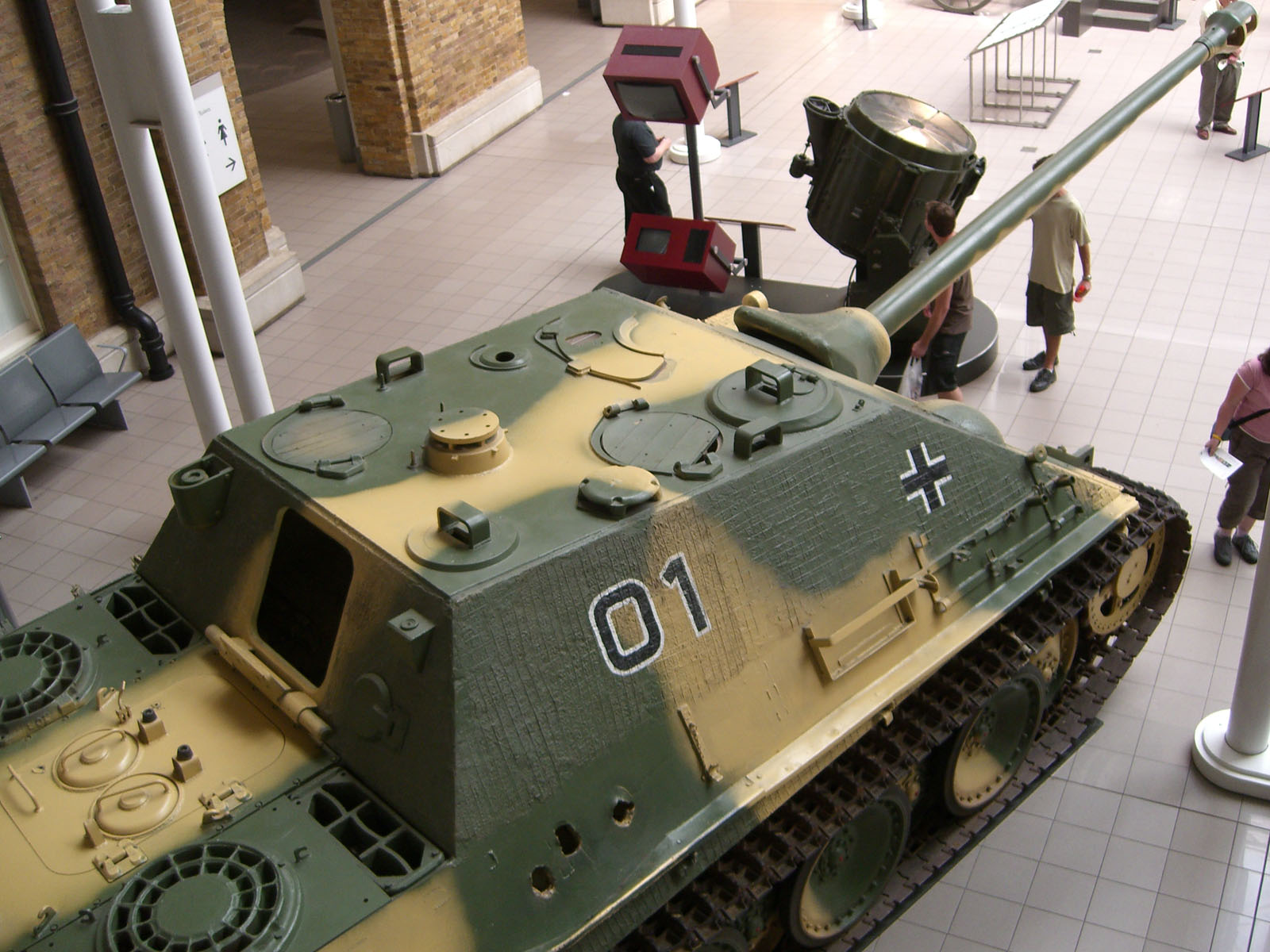
Altra vista dell'esemplare esposto all'IWM. Il mezzo fu distrutto da un carro Cromwell del 2nd Battalion, Welsh Guards il settembre 1944 ad Hechtel-Eksel, Belgio.